# Граф де Ла Варр

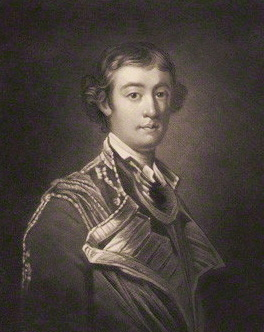
Джон Уэст, 2-й граф де Ла Варр

Граф де Ла Варр (англ. Earl De La Warr) — наследственный титул в системе пэрства Великобритании. Он был создан в 1761 году для Джона Уэста, 7-го барона де Ла Варра (1693—1766). Дополнительные титулы: виконт Кантелуп в пэрстве Великобритании, барон де Ла Варр (1572) в пэрстве Англии и барон Бакхерст из Бакхерста в графстве Суссекс (1864) в пэрстве Соединённого королевства.

## История
Первым графом де Ла Варр стал Джон Уэст, 7-й барон де ла Варр (1693—1766), видный военный, придворный и политик. Он занимал должности казначея королевского двора (1731—1737), губернатора Грейвзенда и Тилбери (1737—1766) и Гернси (1752—1766). В 1761 году Джон получил титулы виконта Кантелупа и графа де ла Варра (пэрство Великобритании). Его преемником стал старший сын Джон (1729—1777), который занимал посты вице-камергера, шталмейстера и лорда-камергера английской королевы Шарлотты, супруги Георга III.
Джордж Сэквилл-Уэст, 5-й граф де ла Варр (1791—1869), занимал должности лорда-камергера (1841—1846, 1858—1589). Эрбранд Сэквилл, 9-й граф де ла Варр (1900—1976), британский политик. Он занимал должности лорда-в-ожидании (1924, 1929—1931), капитана почётного корпуса джентльменов (1929—1930), заместителя военного министра (1929—1930), заместителя министра по делам колоний (1936—1937), лорда-хранителя Малой печати (1937—1938), министра образования (1938—1940), министра общественных работ (1940) и генерального почтмейстера Великобритании (1951—1955).
По состоянию на 2025 год обладателем графского титула является его внук Уильям Эрбранд Сэквилл (род. 1948), наследовавший отцу в 1988 году.
Фамильная резиденция — Бакхерст Парк в графстве Суссекс.

## Известные члены рода
Потомками 5-го графа де ла Варра являются английские авторы: леди Маргарет Сэквилл (1881—1963), Вита Саквелл-Уэст (1892—1962) и Найджел Николсон (1917—2004).
- Уильям Корнуоллис-Уэст (1835—1917), политический деятель, член Палаты общин британского Парламента, лорд-наместник и высокий шериф Денбишира, сын члена Палаты общин Фредерика Ричарда Уэста (1799—1862) и внук члена Палаты общин достопочтенного Фредерика Уэста (1773—1852), младшего сына Джона Уэста, 2-го графа Де Ла Варра. Его дети от брака с Пэтси ФитцПатрик — бывшей любовницей принца Уэльского, впоследствии короля Эдуарда VII и одной из первых в мире фотомоделей:
- Мэри-Тереза (Дейзи) Корнуоллис-Уэст (1873—1943), первая жена с 1891 года Ганса Генриха, князя Плесса (1861—1938)
- Джордж Корнуоллис-Уэст (1874—1951), британский военный, офицер Шотландской Гвардии, предприниматель и литератор.
- Констанс (Шейла) Корнуоллис-Уэст (1876—1970), первая жена с 1901 года Хью Ричарда Гровенора, 2-го герцога Вестминстерского (1879—1953).

## Носители титула
- 1761—1766: Генерал-лейтенант Джон Уэст, 1-й граф де ла Варр (4 апреля 1693 — 16 марта 1766), сын 6-го барона де ла Варра;
- 1766—1777: Генерал-лейтенант Джон Уэст, 2-й граф де ла Варр (9 мая 1729 — 22 ноября 1777), сын предыдущего;
- 1777—1783: Уильям Огастес Уэст, 3-й граф де ла Варр (27 апреля 1757 — январь 1783), старший сын предыдущего;
- 1783—1795: Джон Ричард Уэст, 4-й граф де ла Варр (28 июля 1758 — 28 июля 1795), второй сын 2-го графа де ла Варра;
- 1795—1869: Джордж Джон Сэквилл-Уэст, 5-й граф де ла Варр (26 октября 1791 — 23 февраля 1869), единственный сын предыдущего;
  - Джордж Джон Фредерик Уэст, виконт Кантелуп (26 апреля 1814 — 25 июня 1850), старший сын предыдущего;
- 1869—1873: Чарльз Ричард Сэквилл-Уэст, 6-й граф де ла Варр (13 ноября 1815 — 23 апреля 1873), второй сын 5-го графа де ла Варра;
- 1873—1896: Реджинальд Виндзор Сэквилл, 7-й граф де ла Варр (21 февраля 1817 — 5 января 1896), третий сын 5-го графа де ла Варра;
  - Лайонел Чарльз Кренфилд Сэквилл, виконт Кантелуп (1 января 1868 — 7 ноября 1890), старший сын предыдущего;
- 1896—1915: Гилберт Джордж Реджинальд Сэквилл, 8-й граф де ла Варр (22 марта 1869 — 16 декабря 1915), второй сын 7-го графа де ла Варра;
- 1915—1976: Эрбранд Эдвард Дандональд Брасси Сэквилл, 9-й граф де ла Варр (20 июня 1900 — 28 февраля 1976), единственный сын предыдущего;
- 1976—1988: Уильям Эрбранд Сэквилл, 10-й граф де ла Варр (16 октября 1921 — 9 февраля 1988), старший сын предыдущего;
- 1988 — настоящее время: Уильям Эрбранд Сэквилл, 11-й граф де ла Варр (род. 10 апреля 1948), старший сын предыдущего;
  - Наследник: Уильям Эрбранд Томас Сэквилл, лорд Бакхерст (род. 13 июня 1979), старший сын предыдущего;
    - Наследник наследника: достопочтенный Уильям Лайонел Роберт Сэквилл (род. 24 января 2014), единственный сын предыдущего.